# 克洛弗代爾 (勞德代爾縣)
克洛弗代爾（英語：Cloverdale）是一個位於美國阿拉巴馬州勞德代爾縣的非建制地區。該地的面積和人口皆未知。

## 地理
克洛弗代爾的座標為34°56′19″N 87°46′17″W / 34.93861°N 87.77139°W，而該地的平均海拔高度為182米（即597英尺）。